# Gerhard Winkler
Gerhard „Gerd” Winkler (ur. 17 stycznia 1951 w Langewiesen) – niemiecki biathlonista reprezentujący RFN, brązowy medalista igrzysk olimpijskich i mistrzostw świata.

## Kariera
W 1975 roku wystartował na mistrzostwach świata w Anterselvie, zajmując 23. miejsce w sprincie i ósme w sztafecie. Na rozgrywanych trzy lata później mistrzostwach świata w Hochfilzen wspólnie z Heinrichem Mehringerem, Hansim Estnerem i Andreasem Schweigerem zdobył brązowy medal w sztafecie. Był tam też dziewiąty w sprincie.
Brązowy medal w sztafecie wywalczył również podczas igrzysk olimpijskich w Lake Placid w 1980 roku, startując wraz z Franzem Bernreiterem, Hansim Estnerem i Peterem Angererem. Poza tym zajął dziesiąte miejsce w sprincie oraz 30. miejsce w biegu indywidualnym. Brał też udział w igrzyskach olimpijskich w Innsbrucku cztery lata wcześniej, gdzie w swoim jedynym starcie był czwarty w sztafecie.
W zawodach Pucharu Świata zadebiutował 13 stycznia 1978 roku w Ruhpolding, zajmując dziewiąte miejsce w biegu indywidualnym. Tym samym już w swoim debiucie zdobył pierwsze punkty. Nigdy nie stanął na podium indywidualnych zawodów tego cyklu, najlepszy wynik osiągnął 22 lutego 1978 roku w Anterselvie, gdzie w tej samej konkurencji był piąty. W sezonie 1977/1978 zajął 13. miejsce w klasyfikacji generalnej.
W 1977 roku był mistrzem RFN w sprincie.

## Osiągnięcia

### Igrzyska olimpijskie
| Rok  | Miejscowość | Konkurencje | Konkurencje | Konkurencje | Konkurencje | Konkurencje | Konkurencje | Konkurencje |
| Rok  | Miejscowość | IN          | SP          | PU          | MS          | RL          | MR          | SR          |
| ---- | ----------- | ----------- | ----------- | ----------- | ----------- | ----------- | ----------- | ----------- |
| 1976 | Innsbruck   | –           | nd.         | nd.         | nd.         | 4.          | nd.         | –           |
| 1980 | Lake Placid | 30.         | 10.         | nd.         | nd.         | 3.          | nd.         | –           |

### Mistrzostwa świata
| Rok  | Miejscowość | Konkurencje | Konkurencje | Konkurencje | Konkurencje | Konkurencje | Konkurencje | Konkurencje |
| Rok  | Miejscowość | IN          | SP          | PU          | MS          | RL          | MR          | SR          |
| ---- | ----------- | ----------- | ----------- | ----------- | ----------- | ----------- | ----------- | ----------- |
| 1975 | Anterselva  | –           | 23.         | nd.         | nd.         | 8.          | nd.         | –           |
| 1976 | Anterselva  | nd.         | 15.         | nd.         | nd.         | nd.         | nd.         | –           |
| 1977 | Vingrom     | –           | 30.         | nd.         | nd.         | 5.          | nd.         | –           |
| 1978 | Hochfilzen  | 48.         | 9.          | nd.         | nd.         | 3.          | nd.         | –           |
| 1979 | Ruhpolding  | 31.         | 25.         | nd.         | nd.         | 8.          | nd.         | –           |

### Puchar Świata

#### Miejsca w klasyfikacji generalnej
| Sezon     | Miejsce |
| --------- | ------- |
| 1977/1978 | 13.     |
| 1978/1979 | ?       |
| 1979/1980 | ?       |

#### Miejsca na podium chronologicznie
Winkler nigdy nie stanął na podium indywidualnych zawodów PŚ.